# Episodi di FBI (settima stagione)
La settima stagione della serie televisiva FBI, composta da 22 episodi, è stata trasmessa in prima visione assoluta negli Stati Uniti d'America da CBS dal 15 ottobre 2024 al 20 maggio 2025. 
In Italia la prima parte della stagione (episodi nº 1-11) è stata trasmessa in prima visione assoluta su Rai 2 dal 15 marzo al 24 maggio 2025. La seconda parte della stagione (episodi 12-22) è inedita. 
| nº | Titolo originale | Titolo italiano | Prima TV USA     | Prima TV Italia |
| -- | ---------------- | --------------- | ---------------- | --------------- |
| 1  | Abandoned        | Abbandonati     | 15 ottobre 2024  | 15 marzo 2025   |
| 2  | Trusted          | Determinati     | 22 ottobre 2024  | 22 marzo 2025   |
| 3  | Détente          | Distensione     | 29 ottobre 2024  | 29 marzo 2025   |
| 4  | Doubted          | L'intruso       | 12 novembre 2024 | 5 aprile 2025   |
| 5  | Pledges          | Promesse        | 19 novembre 2024 | 12 aprile 2025  |
| 6  | Perfect          | Perfetta        | 3 dicembre 2024  | 19 aprile 2025  |
| 7  | Monumental       | Monumentale     | 10 dicembre 2024 | 26 aprile 2025  |
| 8  | Riptide          | Un debito       | 17 dicembre 2024 | 3 maggio 2025   |
| 9  | Descent          | Caduta libera   | 28 gennaio 2025  | 10 maggio 2025  |
| 10 | Redoubt          | Limiti          | 4 febbraio 2025  | 17 maggio 2025  |
| 11 | Shelter          | Il rifugio      | 11 febbraio 2025 | 24 maggio 2025  |
| 12 | Manhunt          |                 | 18 febbraio 2025 |                 |
| 13 | Unearth          |                 | 25 febbraio 2025 |                 |
| 14 | Hitched          |                 | 11 marzo 2025    |                 |
| 15 | Acolyte          |                 | 18 marzo 2025    |                 |
| 16 | Covered          |                 | 1° aprile 2025   |                 |
| 17 | Lineage          |                 | 8 aprile 2025    |                 |
| 18 | Blkpill          |                 | 15 aprile 2025   |                 |
| 19 | Partner          |                 | 22 aprile 2025   |                 |
| 20 | Startup          |                 | 6 maggio 2025    |                 |
| 21 | Devoted          |                 | 13 maggio 2025   |                 |
| 22 | A New Day        |                 | 20 maggio 2025   |                 |

## Abbandonati
- Titolo originale: Abandoned
- Diretto da: Alex Chapple
- Scritto da: Mike Weiss

### Trama
L'FBI indaga sulla morte di quelli che, apparentemente, sembrano due comuni cittadini americani: il primo, Tariq Amini, un ordinario idraulico di Brooklyn che muore nell'esplosione della propria auto in pieno giorno; il secondo, un suo amico d'infanzia, ucciso dagli stessi assassini all'interno della sua lavanderia, mentre Scola e Tiffany stanno parlando con lui.
Si scopre che le vittime erano in realtà cittadini iraniani e dall'analisi di una foto scattata a Teheran vent'anni prima recuperata su un portatile in cui compaiono i due e Nadia (la moglie di Amini), si deduce che anche quest'ultima è un bersaglio: tutti infatti hanno ottenuto rifugio negli Stati Uniti dopo aver svolto una missione mirata all'assassinio di un Generale iraniano, per conto della CIA, che poi li ha abbandonati. Al centro operativo arriva uno dei loro agenti, Peter Bradford, che tuttavia rifiuta di divulgare dettagli e si scontra con Isobel.
Maggie e Omar portano Nadia e la figlia Sarah in una casa-sicura dell'FBI, una baita isolata; gli assassini riescono a rintracciarle e li attaccano, uno viene ucciso e l'altro arrestato. Isobel ordina loro di rientrare per sottoporsi a un interrogatorio della CIA, ma Maggie è convinta che essi vogliano mettere a tacere sia lei che la figlia e decide di trasgredire, consegnando le due alla Protezione Testimoni affinché siano al sicuro con nuove identità.
La squadra si riunisce all'ospedale dove Scola è stato portato per essersi ferito a una gamba durante l'inseguimento dei sospettati e Maggie saluta Tiffany, che ha deciso di lasciare il lavoro e trasferirsi in Georgia per ricominciare.
La scena finale si ricollega con quella iniziale, gli interrogatori individuali da parte della CIA: l'agente Bradford vuole sapere chi ha deciso di consegnare le Amini agli U.S. Marshal; né Isobel né Maggie si addossano la responsabilità, anzi Maggie lo affronta coraggiosamente in tono di sfida rimproverandogli di aver abbandonato la famiglia.
- Guest star: David Wilson Barnes (Agente della CIA Peter Bradford), Vedette Lim (analista Elise Taylor), Taylor Anthony Miller (analista informatico Kelly Moran), James Chen (analista Ian Lim), Salome Azizi (Nadia Amini), Christopher Tramantana (Cyrus Kayed), Lily Brody (Sarah Amini), Daniel Hilt (artificiere dell'FBI Aaron Hill), Gio Castellano (detective del NYPD Arturo Diaz).

- Nota. Questo episodio segna l'ultima apparizione del personaggio di Tiffany Wallace, interpretata dall'attrice Katherine Renee Kane, accreditata qui come "special guest star".
- Ascolti USA: 5 890 000 telespettatori[1]
- Ascolti Italia: 742 000 telespettatori - share 4,00%[2]

## Determinati
- Titolo originale: Trusted
- Diretto da: Milena Govich
- Scritto da: Aaron Ginsburg

### Trama
Una coppia apparentemente normale viene brutalmente torturata e uccisa nella loro abitazione in una zona tranquilla della contea di Westchester, a nord di New York. Il primo sospettato sembra essere Mike Holland, ex avvocato processuale che, a seguito di un esaurimento nervoso, ha trascorso un periodo nel reparto psichiatrico del Bellevue Hospital e sei anni nella prigione di Rikers per aver aggredito un'infermiera; diventato senzatetto, si era convinto che la casa fosse di sua proprietà e l'aveva occupata abusivamente mentre la coppia era in vacanza; al loro ritorno, i due avevano sporto denuncia per farlo allontanare forzatamente. Interrogato, egli nega di averli uccisi e anzi, una seconda serie di impronte digitali sulla scena del crimine risulta appartenere a Paul Gordon, un detenuto spietato ed estremamente pericoloso che sta scontando ergastoli multipli per aver rapito, torturato e smembrato quattro ballerine esotiche. Maggie e Omar si recano alla prigione e confermano l'evasione, compiuta da Gordon insieme al compagno di cella John Pereira.
Appena dopo la fuga, i due si sono diretti alla casa a Westchester poiché Pereira ne era il proprietario, ha dovuto venderla per pagare le spese legali e tutti in prigione lo credevano ricco, perciò lui aveva raccontato a Gordon di aver nascosto lì due milioni di dollari: Gordon mirava al denaro, mentre Pereira ha colto l'opportunità di scappare soltanto per poter rivedere la figlia Naomy. L'ex moglie viene trovata morta e Pereira accusa Gordon, che ha rapito Naomy per scambiarla con i due milioni. Si scopre che John ha mentito a Paul: è vero, ha rubato parecchi soldi prima dell'arresto, ma non è ricco e non ne ha nascosti nella propria vecchia casa. A sua volta, Gordon ha tradito lui abbandonandolo per poterli tenere per sé.
Pereira accetta di collaborare con l'FBI e incontra Gordon su un molo portando una borsa con ventimila dollari forniti dal Bureau e dotati di un localizzatore: al posto di Gordon, tuttavia, si presenta la direttrice del carcere, da lui uccisa una volta consegnatogli il denaro. Gli agenti intercettano Gordon che però viene travolto da un'auto sbucata all'improvviso. Di Naomy non c'è traccia. Grazie a un portachiavi particolare Maggie e Omar risalgono a una barca registrata a nome della defunta fidanzata di Gordon: la ragazzina viene trovata, sedata ma viva. Prima di essere riportato in prigione, Pereira chiede di vederla e lei accetta.
Dopo l'addio di Tiffany, Scola è affiancato da una nuova partner, l'Agente Speciale Sofia Otero, la quale tuttavia alla fine decide di chiedere il trasferimento spiegando di non voler iniziare la carriera nell'FBI come sostituta di qualcuno a cui tutti erano legati.
Inoltre, Isobel rimprovera severamente Maggie ricordandole che, a causa della sua insubordinazione, ora sono tutti tenuti sotto osservazione.
Jubal affronta una questione personale: la sua ex moglie Samantha gli esprime le proprie preoccupazioni per la difficoltà nel sostenere i futuri costi di pagamento della retta universitaria del figlio Tyler, dato che hanno utilizzato i risparmi destinati per pagare le spese mediche. Alla fine dell'episodio, avendo riflettuto su una soluzione, Jubal si offre di tornare ad abitare con loro per dimezzare le spese ed essere presente per Tyler, e Samantha sorprendentemente accetta.
Nel frattempo, a un gala di beneficenza a sostegno dei veterani organizzato dal padre della sua ragazza Gemma Brooks, Omar si imbatte in un ex commilitone dei Ranger, Clay Voss, che ora lavora nell'ambito della sicurezza privata. La sera seguente a cena, Voss gli chiede aiuto per piazzare una cimice sotto a un tavolo dove siederà un obiettivo. Omar immediatamente rifiuta, ma poi Voss gli ricorda che a lui deve la propria vita e quindi distrae il cameriere affinché Clay possa collocare il dispositivo.
- Guest star: Vedette Lim (analista Elise Taylor), Taylor Anthony Miller (analista informatico Kelly Moran), Mara Davi (Samantha Kelton), Comfort Clinton (Gemma Brooks), Guy Lockard (Clay Voss), Ashlie Atkinson (Melissa Mulwray), Michael Braun (John Pereira), Michael Tourek (Paul Gordon), James Urbaniak (Mike Holland), Adriana Ducassi (Agente Speciale dell'FBI Sofia Otero), Davy Raphaely (Jack Fleming), Derek Goh (agente Xander Curtis), Jarod Lindsey (Maximilian), Sean Crespo (agente Froman), Skylar Matthews (Naomy Pereira), Ashley Pynn (Cheryl Fleming).
- Ascolti USA: 5 880 000 telespettatori[3]
- Ascolti Italia: 727 000 telespettatori - share 3,80%[4]

## Distensione
- Titolo originale: Détente
- Diretto da: Laura Belsey
- Scritto da: Ryan Maldonado e Eduardo Javier Canto

### Trama
L'esplosione di un minimarket a Jackson Heights, nel Queens, lascia sei vittime e un dodicenne in condizioni critiche. Giunti sulla scena, Maggie e Omar si domandano come mai siano stati chiamati per una fuga di gas; solo nel momento in cui scovano tra le macerie i registri del proprietario del negozio si rendono conto che egli gestiva, sul retro, un giro di gioco d'azzardo illegale e che parecchie persone gli dovevano denaro. L'esplosione potrebbe quindi essere stata attuata da qualcuno di loro allo scopo di evitare di ripagarlo: chi ha un debito maggiore è Hugo Soto, fratello del ragazzino ferito. Maggie e Omar si recano in ospedale e Hugo ammette di giocare a poker, ogni tanto, per mantenere sé stesso e Javi, aggiungendo che recentemente il negozio era stato accusato di far perdere intenzionalmente, fornendo il nome di un giocatore contrariato, in debito di ben duecentomila dollari.
I federali lo arrestano, tuttavia egli nega di aver partecipato all'attentato, affermando che si tratta invece di una guerra tra bande: l'ipotesi sembra confermata da un secondo attacco a una ferramenta sempre nel medesimo quartiere, che provoca la morte di altre tre persone. Maggie incontra un informatore in un bar all'interno di un territorio neutro, il quale le riferisce che le due gang in realtà sono state avvertite dai rispettivi capi di non reagire per non attirare le forze dell'ordine. A un certo punto, ella nota un uomo piazzare una terza bomba, il locale viene evacuato e lei e Omar sfuggono per un soffio all'esplosione.
Grazie a un'immagine di una telecamera di sorveglianza, l'attentatore è identificato come Alfred Landry, ex demolitore dell'Esercito, senza legami con le gang: è un assassino a pagamento, assunto anonimamente attraverso una app sviluppata dalla "Pyramid Security", una società di sicurezza privata con sede a Londra. Essa è anche la stessa per cui lavora Clay Voss, l'amico di Omar dai tempi dei Ranger ed è illegale dato che i suoi dipendenti sono disposti a qualunque cosa pur di ottenere un contratto. Voss accenna a un collegamento tra Landry e il miliardario Fernando Perez, uno dei più noti e potenti magnati immobiliari di New York che ha fatto carriera quando la malavita controllava il business delle costruzioni in città. Tre oppositori, ovvero i proprietari delle attività commerciali distrutte, gli hanno impedito di impadronirsi dell'intero Jackson Heights, perciò deve essere lui il mandante; poiché Omar non vuole rivelare il nome di Clay, Perez non può essere arrestato, malgrado le sufficienti prove. Maggie suggerisce al partner di rendere l'amico il proprio informatore confidenziale.
Gli agenti organizzano un incontro con il vero esecutore materiale delle esplosioni, ossia il figlio di Perez, Fernando Jr.. Non appena Jubal mostra al magnate l'interrogatorio del figlio, l'uomo lo rinnega immediatamente.
Mentre Maggie riceve la notizia del decesso di Javi Soto, intravede Hugo in mezzo alla folla: quest'ultimo si avvicina a Perez, estrae una pistola e gli spara per vendicare il fratello. Perez muore, ma Maggie riesce a convincere il ragazzo ad arrendersi e viene arrestato.
Nel frattempo, anche il nuovo partner temporaneo di Scola, l'Agente Speciale Chris Ulrich, decide di tornare alla SWAT.
Tyler sorprende i genitori, Jubal e l'ex moglie Samantha, annunciando di voler aggiungere Georgetown all'elenco dei college presso cui presentare domanda di ammissione, in modo da poter entrare nell'FBI.
- Guest star: Paul Calderon (Fernando Perez), Ignacio Diaz - Silverio (Fernando Perez Jr.), Vedette Lim (analista Elise Taylor), James Chen (analista informatico Ian Lim), Mara Davi (Samantha Kelton), Guy Lockard (Clay Voss), Cory Jeacoma (Agente Speciale dell'FBI Chris Ulrich), Jack Berenholtz (Alfred Landry), Caleb Reese Paul (Tyler Kelton), Chelsea Lee Williams (Agente Speciale Alexa Webb), David Pittu (Edmund Wilkes), Daniel Taveras (Hugo Soto), Greg Seage (Hector Alvarez), Arishel Ramirez (Javi Soto), Tyler Lea (Spencer Bishop).
- Ascolti USA: 5 610 000 telespettatori[5]
- Ascolti Italia: 863 000 telespettatori - share 4,80%[6]

## L'intruso
- Titolo originale: Doubted
- Diretto da: Alex Chapple
- Scritto da: Bryce Ahart e Stephanie McFarlane

### Trama
Melanie, sorella dell'Agente Speciale e profiler Sydney Ortiz dell'Unità di Analisi Comportamentale dell'FBI, subisce una tentata violenza sessuale nel proprio appartamento, riuscendo ad allontanare l'aggressore fingendo di essere lei stessa nelle forze dell'ordine. Informata dell'accaduto, Sydney si rivolge a Isobel chiedendo a lei e alla squadra di seguire il caso malgrado la mancanza di prove evidenti, convinta che il colpevole non si fermerà: egli è infatti estremamente attento e meticoloso e non lascia tracce del crimine, eccetto per la presenza di GHB rilevata nell'organismo. Isobel accetta dopo essersi resa conto che le due sono le figlie di uno stimato ex Agente ora deceduto. Maggie, Omar e Scola perlustrano l'abitazione di Melanie, e i due si mostrano scettici a credere al racconto di Ortiz, a differenza di Maggie.
Poiché il Soggetto mostra comportamenti tipici di uno stalker, gli agenti parlano con Melanie per capire se abbia notato qualcuno che la seguiva o la spiava regolarmente: lei descrive la propria routine menzionando un uomo che incontra sempre ogni mattina durante il jogging; tuttavia, quest'ultimo afferma che voleva semplicemente invitarla a uscire e di averla seguita perché non trovava il coraggio. Attraverso un negozio di fiori che compone mazzi particolari, gli analisti risalgono a una potenziale nuova vittima, Jennifer Murray, studentessa alla New York University; nel suo domicilio non vi sono segni di effrazione come da Melanie, e il filmato di una telecamera nelle vicinanze lascia temere che sia stata già rapita: in realtà, dopo averle somministrato un cocktail di GHB che l'ha costretta a restare vigile e contemporaneamente a non reagire nel corso della violenza, il colpevole la riporta a casa. Da questi elementi, Ortiz ipotizza che egli sia in stato delirante, abbia elaborato una fantasia romantica nei confronti delle donne e si comporti da gentiluomo per farle sentire speciali, rapendole per perseguire una relazione.
In ospedale, Maggie empatizza con Jennifer spingendola ad aprirsi sul trauma vissuto e Ortiz si sente in colpa per aver inizialmente dubitato della sorella. I dettagli forniti dalla ragazza vengono inseriti nel database nazionale VICAP e i riscontri lasciano tutti sconcertati: diciassette donne in tutto lo Stato di New York hanno denunciato un rapimento con stupro a partire da sei anni prima, ma nessuna è stata creduta. L'FBI decide di impegnarsi per ottenere giustizia. Dato che i predatori sessuali seriali agiscono in base a uno schema, si cerca un collegamento tra le vittime: emerge che le telecamere di sicurezza installate nelle case erano gestite dalla stessa azienda, il cui proprietario è un certo Tom McGrath, il quale però si è limitato a disattivarle per spiare le donne, gli piace guardare, al contrario del suo complice che invece commette materialmente le aggressioni. McGrath tenta di suicidarsi, ma Omar riesce a calmarlo. Grazie alle informazioni di McGrath, il complice viene identificato nel custode di un condominio dove risiede un'anziana che, sei anni prima, ha soccorso la prima vittima mentre vagava per strada. Ortiz, sollevata dal caso per un eccesso di zelo, prosegue l'indagine e si reca da sola sul luogo: il custode la aggredisce e la tiene in ostaggio, lei tenta di farlo ragionare ma lui si toglie la vita. La squadra irrompe e la libera. Le diciassette donne che avevano denunciato vengono convocate all'FBI e Isobel si scusa a nome dell'intero sistema promettendo che ciascuna di loro sarà ascoltata separatamente affinché non vengano più ignorate.
Nel corso dell'episodio, Isobel esprime a Ortiz il giudizio del suo superiore: l'ha descritta come brillante e intraprendente, ma anche testarda, non abituata a lavorare in gruppo e senza esperienza sul campo. Maggie fa capire a Sydney qual è la maniera migliore di interagire con le vittime, ovvero sfruttando l'empatia e la sensibilità.
Alla fine, Isobel la rimprovera per aver agito impulsivamente ma, colpita dalle sue competenze e dal supporto offerto, ne approva l'inserimento ufficiale nella squadra. Sydney raggiunge Maggie, Omar e Scola in un bar per annunciare loro la notizia e gli altri brindano per darle il benvenuto. 
- Guest star: Lisette Olivera (Agente Speciale della BAU Sydney Ortiz), Vedette Lim (analista Elise Taylor), Taylor Anthony Miller (analista informatico Kelly Moran), Dashiell Eaves (Tom McGrath), Max Monnig (Roy), Piper Runge (Melanie Ortiz), Gibson Frazier (Eric), Miguel Jarquin - Moreland (Justin Halvorson), Raina Silver (Jennifer Murray).
- Ascolti USA: 6 310 000 telespettatori[7]
- Ascolti Italia: 789 000 telespettatori - share 4,50%[8]

## Promesse
- Titolo originale: Pledges
- Diretto da: Jon Cassar
- Scritto da: Sabir Pirzada

### Trama
L'FBI viene chiamata per sedare il caos provocato da una rivolta scatenata da un numeroso gruppo di studenti universitari presso la Hudson University, i quali si scontrano con la Polizia e prendono in ostaggio il Sottosegretario. Maggie e Omar vorrebbero portarla al sicuro, ma la donna intende restare spiegando di credere nella causa dei manifestanti: essi protestano contro l'occupazione dei dormitori e degli spazi liberi da parte dei rifugiati, chiedono il rispetto dei diritti umani fondamentali, ma la situazione è sfuggita al controllo. Improvvisamente, le grida di una ragazza attirano gli agenti verso il cadavere di uno studente, Jacob Aquino, morto prima dell'irruzione della Polizia: deve essere stato quindi ucciso da qualcuno del campus. Una telecamera di sorveglianza lo mostra litigare con un uomo, Frank Dorman, ex veterano dell'Esercito: interrogato, quest'ultimo afferma di sentirsi più americano di Jacob poiché ha combattuto per il Paese e di conseguenza non gli importa di fornire alloggi dignitosi agli immigrati; il ragazzo, invece, gli aveva soltanto consegnato un volantino sulla manifestazione.
La madre di Jacob indirizza la squadra sulla confraternita della quale il figlio era membro e che aveva lasciato pochi giorni prima. Sul cellulare della vittima vengono rinvenute decine di messaggi sgradevoli inviati dal presidente Freddy Albrecht e interrotti proprio nel momento dell'omicidio. Gli agenti lo arrestano nella sua elegante casa dopo aver scovato un borsone pieno di cocaina dal valore di 75 mila dollari: nel corso dell'interrogatorio, egli ammette lo spaccio all'interno del campus addossando però la colpa del delitto ai suoi fornitori affinché non parlasse del loro traffico. Freddy accetta di indossare un microfono per incastrare i fratelli Mario e Cesar Becerra. 
L'FBI finisce per interferire con un'indagine antidroga del NYPD proprio sui due e Jubal parla con un amico Tenente proponendo una collaborazione, ma l'altro inizialmente rifiuta per evitare che l'agenzia se ne attribuisca il merito, poi cambia idea. La squadra arresta Mario, elimina Cesar e libera lo studente che i due avevano sequestrato. Emerge che nessuno dei due fratelli ha ucciso Jacob, bensì è stato Freddy, picchiandolo a morte con un lucchetto: l'amico in realtà non ha mai fatto parte del traffico di droga, ha lasciato la confraternita proprio perché l'aveva scoperto. Freddy l'ha ucciso per impedirgli di denunciarlo. 
Nel frattempo, Jubal riconosce il figlio Tyler tra i manifestanti e chiede segretamente al poliziotto che li ha fermati di non incriminarlo, come cortesia personale. Isobel lo apprende dal Commissario, per poi segnalare la violazione della procedura all'OPR e consigliargli di accettare una breve sospensione senza stipendio per abuso di potere. Jubal torna a casa e parla con Tyler, ricordandogli che se vuole entrare nell'FBI, è meglio non avere precedenti penali. Il figlio ritiene ingiusto che i suoi amici siano stati arrestati mentre lui no, e Jubal replica che, malgrado le conseguenze, per proteggerlo compirebbe nuovamente lo stesso gesto.
- Guest star: Lisette Olivera (Agente Speciale della BAU Sydney Ortiz), Vedette Lim (analista Elise Taylor), Taylor Anthony Miller (analista informatico Kelly Moran), Elliot Villar (Mario Becerra), Gary Perez (Tenente del NYPD Marcus Warren), Andrew Hovelson (Frank Dorman), Caleb Reese Paul (Tyler Kelton), Micheál Richardson (Freddy Albrecht), Melody Butiu (signora Aquino), Lisa Kaminir (Lydia Willis), Ian O' Boyle (Alistair Donnelly), Aaron Alcaraz (Jacob Aquino), Pedro Mojica (Cesar Becerra), Jeff Panzarella (agente dell'ESU - Unità di Emergenza del NYPD - Gavin Slade).
- Ascolti USA: 6 550 000 telespettatori[9]
- Ascolti Italia: 828 000 telespettatori - share 4,70%[10]

## Perfetta
- Titolo originale: Perfect
- Diretto da: Cory Bowles
- Scritto da: Mae Smith

### Trama
Al ritrovamento di un terzo cadavere di giovane bionda sulla ventina con l'utero asportato abbandonato in una discarica, l'FBI capisce che un serial killer è in azione. Il centro operativo lavora senza la supervisione di Jubal, ancora sospeso per abuso di potere per la vicenda del figlio Tyler. Alcuni definiscono già l'assassino un aspirante Jack Lo Squartatore: egli sembra covare un odio profondo nei confronti delle donne, che rapisce e tiene incatenate per circa tre settimane o poco più, ma non le aggredisce mai sessualmente, pratica loro un'isterectomia involontaria e di conseguenza il decesso è dovuto probabilmente per emorragia; successivamente, ne abbandona i corpi come spazzatura. Oltre all'aspetto fisico, le tre vittime sono accomunate dal fatto che erano sottopagate nelle rispettive professioni. Le ricerche conducono a un uomo che Maggie riconosce: Ray DiStefano, il suo primo arresto appena entrata nel Bureau, un aggressore seriale condannato a dodici anni di carcere per aver perseguitato e sfigurato dieci donne e rilasciato proprio un mese prima del rapimento della prima vittima. Nel suo appartamento, Maggie e Omar trovano una stanza tappezzata di ingrandimenti di foto di parti di corpi umani, altre che ritraggono lei e alcune di Ella, il che indica che lui la segue da mesi. DiStefano sorprende gli agenti e scappa, Maggie lo insegue e riesce a bloccarlo. Nel corso dell'interrogatorio, lui la stuzzica su una presunta cicatrice che le avrebbe lasciato nel loro ultimo incontro, ma lei replica che il taglio è completamente guarito; deduce che non è il serial killer, dato che DiStefano adora tagliare al solo scopo di sfregiare, non di uccidere.
Le indagini proseguono ed emerge che tutte le vittime si erano rivolte allo stesso studio medico, gestito dal ginecologo dottor Adam Marion, per una procedura di legatura delle tube di Falloppio in quanto convinte di non voler mai avere figli, sebbene il medico avesse tentato di convincerle che averne avrebbe cambiato le loro vite. A un certo punto, si presume che Marion possa aver voluto "ricreare" la defunta moglie attraverso le vittime, esse infatti corrispondono all'immagine di "donna ideale e tradizionalista" che lui desidera. Maggie si finge una paziente per procurarsi le prove ed effettivamente Marion possiede lo stesso farmaco utilizzato per sedare le vittime, oltre a una collezione di pugnali di ossidiana (come l'arma dei delitti). Le analisi forensi tuttavia indicano che il DNA individuato sui cadaveri appartiene a una donna, che si rivela essere la receptionist della clinica, Hope Adkins: quest'ultima ha sfruttato l'impiego per avvicinarsi a Marion e i due hanno avuto una breve relazione sentimentale, interrotta da lui perché avrebbe voluto altri figli mentre lei non può concepire. Da quel momento, Hope ha dovuto osservare donne in grado di rimanere incinta rinunciare consapevolmente all'opportunità, si è infuriata e ha iniziato a rapirle e ucciderle poiché secondo lei, l'unico scopo di una donna è diventare madre.
Gli agenti si recano alla casa del patrigno di Adkins (morto suicida), soccorrono la nuova ragazza che lei ha rapito e Maggie affronta Hope nel bosco circostante; questa prima tenta di suicidarsi, poi di avventarsi su Maggie. Omar le spara uccidendola.
Nel frattempo, Maggie organizza gli impegni settimanali di Ella, che includono appuntamenti da una psicologa per una terapia, insieme allo zio della ragazzina; lui le dice che, secondo la terapeuta, il comportamento aggressivo di Ella a scuola è dovuto a una mancanza di stabilità. Alla fine dell'episodio, turbata dal caso e dalla minaccia rappresentata da DiStefano, Maggie medita di rinunciare alla custodia della ragazzina e propone a Kevin di tenerla con sé a tempo pieno.
- Guest star: Lisette Olivera (Agente Speciale della BAU Sydney Ortiz), Vedette Lim (analista Elise Taylor), Taylor Anthony Miller (analista informatico Kelly Moran), Remy Auberjonois (dottor Adam Marion), Matthew Rauch (Ray DiStefano), Elizabeth Paige (Hope Adkins), Thomas Philip O'Neill (dottor Neil Mosbach, medico legale), Quincy Chad (Daniel Luna), Gibson Frazier (Eric), Jeremy Gabriel (Kevin Blake), Rose Decker (Ella Blake), Margot Pitts (Stacey Wilkins), Connor Bond (dottor Josh Marion), Elizabeth Bays (Hannah Resella), Sofia Dobrushin (Eileen), Tiffan Borelli (Darcy Marion), Hannah Bonnett (Alicia Tomlin).
- Ascolti USA: 6 660 000 telespettatori[11]
- Ascolti Italia: 725 000 telespettatori - share 4,10%[12]

## Monumentale
- Titolo originale: Monumental
- Diretto da: Eriq La Salle
- Scritto da: Matthew S. Partney

### Trama
Con Jubal rientrato dalla sospensione, l'FBI indaga sulle morti di due Ranger del Parco avvenute a breve distanza di tempo entrambi uccisi da un assalitore mascherato ed assegnati alla sicurezza dello stesso monumento nazionale, un simbolo dei diritti degli omosessuali. Maggie e Omar parlano con Drew Ambrie, l'ex fidanzata della vittima femminile Desiree Cole, poiché la loro rottura è stata burrascosa; la giovane possiede una pistola regalatale dal padre dello stesso calibro di quella dei delitti, ma il suo alibi è confermato. Gli analisti scoprono che Desiree si esponeva attivamente online e che aveva perciò ricevuto minacce da un utente anonimo che diffonde odio contro le minoranze. L'uomo, identificato e interrogato, allude all'esistenza di un traffico sessuale di minori gestito dal Servizio Nazionale Parchi, affermando che le vittime erano pedofili che sfruttavano il proprio incarico come copertura.
La maschera indossata dall'assassino, che raffigura un serpente, viene fatta risalire ai prodotti di merchandising venduti online dall'influencer Duke Ducoyle per conto di un teorico delle cospirazioni chiamato "Calvin", la cui comunità di seguaci sostiene le sue dichiarazioni e assedia persino l'edificio federale. Sospettando che Ducoyle sia "Calvin", la squadra tenta di spingere i seguaci a confermare che quest'ultimo sia effettivamente la mente dietro gli omicidi; nessuno cede, finché non riescono a convincere Phil, il padre di Drew, a parlare con la figlia che gli fa capire che non esiste alcun giro di pedofilia.
Solo grazie alle ammissioni dell'uomo, gli agenti ottengono presupposti sufficienti per poter incriminare Ducoyle per le azioni compiute dai seguaci. 
Mentre Isobel sta tornando a casa, scorge una figura che assomiglia a un seguace di "Calvin" credendo che la stia seguendo, ma fortunatamente non risulta una minaccia.
- Guest star: Lisette Olivera (Agente Speciale della BAU Sydney Ortiz), Jere Burns (Duke Ducoyle), James Tupper (Phil), Vedette Lim (analista Elise Taylor), Taylor Anthony Miller (analista informatico Kelly Moran), Tommy Buck (Brandon Halford), Kat Cunning (Drew Ambrie), Kiah McKirnan (Ranger Désiree Cole), Wayne Lopez (Ranger del Servizio Parchi), Federico Parra (Ricky Del Rio), Bobby McFarlane (Kyle).
- Ascolti USA: 6 580 000 telespettatori[13]
- Ascolti Italia: 896 000 telespettatori - share 5,10%[14]

## Un debito
- Titolo originale: Riptide
- Diretto da: Jean de Segonzac
- Scritto da: Woody Strassner

### Trama
Tre ufficiali dell'Agenzia di Immigrazione e Dogane vengono colpiti a morte da una banda di haitiani che irrompe all'interno del terminal merci dell'aeroporto JFK per rubare un carico di lingotti d'oro dal valore di 25 milioni di dollari, di proprietà di un fondo speculativo. Immediatamente, l'FBI sospetta che si sia trattato di un lavoro dall'interno e che la responsabilità sia del CEO, il quale aveva ordinato l'oro da una banca svizzera. La banda di ladri è guidata da Samuel Baptiste, un criminale haitiano ricercato dall'Interpol a livello internazionale.
Una volta individuato il loro covo, tutti i membri vengono trovati uccisi e dell'oro nessuna traccia. Dopo aver riconosciuto l'amico ed ex commilitone Clay Voss lasciare il luogo, Omar s'incontra con lui e quest'ultimo prima gli assicura di non essere coinvolto nell'omicidio plurimo, poi gli spiega che la propria agenzia di sicurezza, la "Pyramid Security", è stata assunta dal fondo speculativo per scoprire chi ha divulgato i dettagli della spedizione del carico. Isobel accetta che Clay vada sotto copertura allo scopo di carpire informazioni riguardo a un gruppo di quattro detective decorati ma corrotti della Polizia della contea di Suffolk: cinque anni prima, essi sono stati truffati dal fondo speculativo ed è per vendetta che hanno compiuto la strage degli haitiani.
Quando il cellulare di Clay viene gettato fuori dal veicolo che i quattro stanno utilizzando per la fuga, Omar teme che lui sia in pericolo; tuttavia, poco dopo, deduce che è stato lo stesso Clay a gettarlo perché intende impossessarsi dell'oro e tenerlo tutto per sé. Purtroppo, nel momento in cui Clay gli punta contro una pistola, Omar è costretto a sparargli, uccidendolo.
Tornati in ufficio, Omar contempla le piastrine militari di Clay e Maggie lo conforta per la perdita dell'amico. All'inizio dell'episodio, lei gli rivela che il Tribunale ha approvato il trasferimento della custodia di Ella allo zio, che la terrà con sé a tempo pieno.
In una scena, Omar racconta a Maggie le origini del legame tra lui e Voss: nel corso dell'ultima missione in Afghanistan, il plotone di Omar è stato tradito da una fonte afghana e lui ed un compagno sono stati catturati e imprigionati dai Talebani per ventidue giorni Il ventitreesimo giorno, il plotone di Clay ha rintracciato la posizione della prigione e l'ha salvato; soltanto più tardi, Omar ha appreso che l'amico non aveva ricevuto l'autorizzazione a intervenire.
- Guest star: Lisette Olivera (Agente Speciale della BAU Sydney Ortiz), Jeremy Ratchford (detective John Lettieri), Vedette Lim (analista Elise Taylor), Taylor Anthony Miller (analista informatico Kelly Moran), James Chen (analista informatico Ian Lim), Guy Lockard (Clay Voss), Tina Benko (Ispettore dell'Interpol Laurent), Dan Bittner (Caleb Boyles), Damian Thompson (Samuel Baptiste), Glenn Morizio (Danny Chun), Robert Keiley (Brian Jones), Therese Plaehn (Laura Thompson).
- Ascolti USA: 6 680 000 telespettatori[15]
- Ascolti Italia: 777 000 telespettatori - share 4,50%[16]

## Caduta libera
- Titolo originale: Descent
- Diretto da: Carlos Bernard
- Scritto da: Aaron Ginsburg

### Trama
Gli omicidi, mascherati da suicidi, di un ex Assistente Procuratore divenuto avvocato e di un programmatore informatico della compagnia aerea americana "CANTO Airlines" svelano un inquietante complotto terroristico elaborato da un gruppo boliviano chiamato "Mina Rota", il quale hackera e manomette i sistemi di navigazione dell'intera flotta di velivoli della compagnia, minacciando di dirottarli per impedire agli Stati Uniti di continuare a sfruttare le terre del loro Paese per l'estrazione di minerali rari.
Daniel Ruskin, il supervisore del programmatore, riferisce all'FBI che la sua fidanzata Anna Fox è stata rapita dagli stessi assassini per costringerlo a creare una backdoor nel computer della vittima, che consentisse loro di controllare ogni aereo della "CANTO". L'unico modo per ripararla è di accedere all'unità esterna che i terroristi portano con sé. I federali liberano la donna ma, da un'intuizione di Scola, emerge il suo coinvolgimento: anch'ella infatti è una ex soldatessa delle Forze Speciali boliviane nonché co-fondatrice del gruppo terroristico essendo la moglie del leader Luis Zamora.
La squadra riesce a deviare la traiettoria della maggior parte degli aerei; ne restano in volo quarantadue. Jubal contatta la cabina di pilotaggio di uno degli aerei attraverso la dash cam e spiega ai due piloti l'hackeraggio, assicurandoli che stanno tentando di risolverlo. Gli agenti scovano il cellulare usa e getta utilizzato da Anna per interagire con Zamora e sfruttano un modificatore vocale per rintracciare la posizione di quest'ultimo nel raggio di due isolati; staccano la corrente elettrica a quella zona della città, inducendo i terroristi boliviani a uscire in strada, li eliminano e recuperano l'unità esterna.
Ruskin chiude la backdoor restituendo il controllo degli aerei e dei comandi ai rispettivi piloti e tutti effettuano atterraggi d'emergenza evitandone lo schianto. Jubal loda gli agenti e gli analisti per aver salvato circa settemila persone e aver sventato una strage persino più spaventosa di quella avvenuta l'11 settembre 2001.
Nel frattempo, Maggie e Omar sono incuriositi da una lettera sigillata che si trova sulla scrivania di Scola. Lui non vuole aggiungere dettagli, e loro notano solo che il mittente è l'Ufficio del Sindaco. Il caso lo tocca da vicino perché il fratello Douglas è stato una delle vittime degli attentati al World Trade Center. Alla fine dell'episodio, rientrato a casa da Nina, lui spiega che la lettera è arrivata due mesi prima, ma che non ha ancora avuto il coraggio di aprirla: il contenuto rivela che la squadra di recupero dell'11 settembre ha finalmente identificato i resti del fratello.
Da una conversazione a inizio episodio, si scopre che Ortiz non è più nella squadra perché è stata notata da qualcuno ai piani alti e di conseguenza trasferita in una task force a Washington.
- Special guest star: Shantel VanSanten (Agente Speciale dell'FBI Nina Chase).
- Guest star: Vedette Lim (analista Elise Taylor), Taylor Anthony Miller (analista informatico Kelly Moran), James Chen (analista informatico Ian Lim), Arienne Mandi (Anna Fox), Jason Babinsky (Daniel Ruskin), Gregory Jones (Capitano Tim Marks), Mark David Watson (leader della SWAT Ryan), Elwin Cuevas (Luis Zamora), Katie McCall (Julia Collins).
- Note. A partire da questo episodio, nel cast non compare più l'attrice Lisette Olivera nel ruolo dell'Agente Speciale della BAU Sydney Ortiz (partner di Scola).
- Ascolti USA: telespettatori 6 220 000[17]
- Ascolti Italia: telespettatori 830 000 – share 4,9%[18]

## Limiti
- Titolo originale: Redoubt
- Diretto da: Alex Chapple
- Scritto da: Mike Weiss

### Trama
Dopo che uno degli informatori confidenziali di Jubal non si presenta a un loro incontro, quest'ultimo chiede a Maggie ed Omar di perquisirne l'abitazione e presto emerge che l'uomo, Faheem Ellahie, è stato rapito da individui armati proprio quella mattina: egli riciclava denaro proveniente dalla droga per persone pericolose, quindi probabilmente è stato eliminato.
Improvvisamente, l'ex moglie di Jubal gli telefona spaventata per informarlo che Ellahie è a casa sua. L'agente la raggiunge e lo rimprovera per aver oltrepassato il limite, minacciando la famiglia, per poi scortarlo al centro operativo per interrogarlo: Ellahie riferisce di un imminente attentato terroristico negli Stati Uniti, pretendendo in cambio il rilascio del fratellastro, in carcere da diciotto anni ed in procinto di essere trasferito in una struttura penitenziaria nel nord dello Stato di New York.
La squadra s'impegna a verificare l'attendibilità di ciò che è stato detto dall'uomo, anche se alcuni ritengono che stia mentendo; Jubal invece crede che Faheem non rischierebbe la vita del fratellastro fornendo informazioni errate e Isobel decide di fidarsi. Si risale a un programmatore informatico del Dipartimento della Difesa che ha creato un software di spionaggio, ma i federali lo trovano morto e il cadavere circondato da ordigni esplosivi improvvisati.
Ellahie consegna a Jubal una chiavetta USB, all'interno della quale gli analisti rilevano che in realtà non si tratta di un attentato terroristico, bensì di un attacco informatico ai server dell'FBI tramite un complesso malware: Faheem è stato rapito per costringerlo ad aiutare i rapitori ad accedere, altrimenti essi avrebbero ucciso il fratellastro nel corso del trasferimento. Durante il percorso, i veicoli degli agenti cadono in un'imboscata e Jubal protegge il giovane detenuto, in segno di riconoscenza nei confronti di Ellahie: i due infatti lavorano insieme da diciotto anni e quest'ultimo ha assistito al momento peggiore della vita di Jubal. Uno degli U.S. Marshal si rivela corrotto.
Jubal comunica a Faheem che il fratellastro si riprenderà, ma che lui diventerà l'informatore di un nuovo responsabile. Alla fine, egli torna a casa per parlare con l'ex moglie Samantha, che gli fa capire di voler riprendere la loro relazione (in precedenza aveva ammesso di apprezzare la sua presenza in casa).
- Guest star: Vedette Lim (analista Elise Taylor), Taylor Anthony Miller (analista informatico Kelly Moran), James Chen (analista informatico Ian Lim), Omid Abtahi (Faheem Ellahie), Mara Davi (Samantha Kelton), Tara Anika Nicolas (referente della DEA Jordan), Naren Weiss (Daanish Ellahie), Bartley Booz (Tyler Kincaid), Rumman Ariff (Adeel), Josh Tobin (Dennis).
- Ascolti USA: telespettatori 5 980 000[19]
- Ascolti Italia: telespettatori 792 000 – share 4,4%[20]

## Il rifugio
- Titolo originale: Shelter
- Diretto da: Jon Cassar
- Scritto da: Ryan Maldonado e Eduardo Javier Canto

### Trama
Una sparatoria di massa all'interno di un centro d'accoglienza ad Astoria, nel Queens, lascia undici vittime tra le quali un vigile del fuoco volontario. Si pensa ad un crimine dell'odio dato che la struttura accoglie, oltre a senzatetto, immigrati irregolari richiedenti asilo. Il tiratore viene identificato come Vernon Walsh e suo cugino, colui che ha costruito il fucile d'assalto stampato in 3D utilizzato, afferma che la sparatoria è stata accidentale e che Vernon era stato assunto per prelevare una ospite del rifugio per conto di un signore della droga messicano. Si tratta di Jorge Ortega, uno degli uomini più pericolosi e spietati del mondo nonché boss del cartello di Jalisco (dall'omonimo Stato messicano), mentre la persona è la sua amante Ines Madera che si dice gli abbia rubato molto denaro: egli ha imposto una taglia di 5 milioni di dollari per riaverla viva.
Una volta presa in custodia, Ines spiega di non essere inseguita dal cartello per i soldi bensì perché è fuggita dal Messico insieme a Miguel, figlio suo e di Ortega, che quest'ultimo intende riavere (lei gli ha trafugato 1 chilogrammo di cocaina per rivenderla e ricominciare). Maggie la convince a fornire la posizione del bambino (che si trova nell'appartamento del fratello di un'amica della madre), ma appena i federali lo raggiungono, Miguel è già stato portato via da un uomo.
Grazie alle informazioni della DEA, si scopre che il rapitore del bambino non lavora per il cartello di Jalisco ma, al contrario, è Nestor Cruz detto "El Diablo": membro di un gruppo paramilitare messicano, egli vuole vendicarsi di Ortega che ha bruciato vivi sua moglie e i suoi figli per poi inviargli il video dell'atto. Il Vicecapo dell'Intelligence della DEA (la cui fonte si rivela proprio il boss) comunica all'FBI il nascondiglio di Cruz, che propone uno scambio tra Ortega e il piccolo Miguel: gli agenti irrompono e in uno scontro a fuoco Cruz muore. Miguel riesce a scappare e Maggie lo salva, cosicché possa riabbracciare la madre.
Purtroppo, gli agenti sono costretti ad informare Ines che il figlio dovrà tornare in Messico a vivere con il padre (secondo la legge del ricongiungimento parentale) e osservano Ortega entrare nella hall e salutare il bambino.
Il caso tocca Omar da vicino essendo nato e cresciuto proprio ad Astoria (in particolare nella ristretta area denominata "Little Egypt", ovvero con una consistente comunità egiziana).
Durante una conversazione nella quale gli ricorda che deve imparare a conciliare il lavoro e la vita privata, Isobel lo sorprende rivelando di essere sposata da due mesi: il neo-marito si chiama Phillip ed è padre di tre figlie, quindi anche lei ora ha tre figlie. Finora, nessuno lo sapeva perché lei ha sempre tentato di mantenere ben separate le due sfere.
- Guest star: Vedette Lim (analista Elise Taylor), Taylor Anthony Miller (analista informatico Kelly Moran), James Chen (analista informatico Ian Lim), Vanesa Restrepo (Ines Madera), Nicole Shalhoub (Selma Shelton), Gene Gabriel (Nestor "El Diablo" Cruz), Mike McGowan (agente della DEA Matthew Bush), Michael Schantz (Corbin Walsh), Tara Anika Nicolas (referente della DEA Jordan), Jenna Qureshi (Layla), Alexander M. Cole (Jorge Ortega), Steven St. Pierre (Brandon Carter), Matthew Amira (Craig Killian), Robert Ariza (Daniel Nunez), Chapman Hyatt (Vernon Walsh).
- Ascolti USA: telespettatori 6 050 000[21]
- Ascolti Italia: telespettatori 1 096 000 – share 6,7%[22]